# Caseta de camp (Mas de Barberans)
La Caseta de camp és una obra de Mas de Barberans (Montsià) inclosa a l'Inventari del Patrimoni Arquitectònic de Catalunya.

## Descripció
Caseta de camp construïda amb murs de maçoneria ordinària amb pedra i morter de calç; teulat de cabirons de fusta i coberta de teula amb el sistema de llata per canal. Disposa d'un semiforjat a la part alta construït amb cabirons i taules de fusta. L'aigua de pluja és recollida i conduïda a l'aljub.
A l'interior de la caseta el pagès organitza l'estada temporera. A la part baixa s'hi disposa una zona per estar i fer el menjar, darrere la porta i sota del tronat es reserva la zona per al corral. El tronat serà la cambra-dormitori